# Parametorchis complexus
Parametorchis complexus är en plattmaskart. Parametorchis complexus ingår i släktet Parametorchis och familjen Opisthorchiidae. Inga underarter finns listade i Catalogue of Life.